# Finlandia en los Juegos Paralímpicos de Innsbruck 1984
Finlandia estuvo representada en los Juegos Paralímpicos de Innsbruck 1984 por un total de 30 deportistas, 24 hombres y seis mujeres.

## Medallistas
El equipo paralímpico finlandés obtuvo las siguientes medallas:
| Nombre                                                      | Deporte                    | Evento                                |
| ----------------------------------------------------------- | -------------------------- | ------------------------------------- |
| Oro                                                         |                            |                                       |
| Lahja Hämäläinen                                            | Carrera de trineo en hielo | 100 m grado I femenino                |
| Lahja Hämäläinen                                            | Carrera de trineo en hielo | 300 m grado I femenino                |
| Lahja Hämäläinen                                            | Carrera de trineo en hielo | 500 m grado I femenino                |
| Lahja Hämäläinen                                            | Carrera de trineo en hielo | 700 m grado I femenino                |
| Veikko Puputti                                              | Carrera de trineo en hielo | 300 m grado I masculino               |
| Veikko Puputti                                              | Carrera de trineo en hielo | 500 m grado I masculino               |
| Veikko Puputti                                              | Carrera de trineo en hielo | 700 m grado I masculino               |
| Kirsti Pennanen                                             | Esquí de fondo             | 5 km distancia corta B1 femenino      |
| Kirsti Pennanen                                             | Esquí de fondo             | 10 km distancia media B1 femenino     |
| Alli Hatva                                                  | Esquí de fondo             | 5 km distancia corta LW6/8 femenino   |
| Alli Hatva                                                  | Esquí de fondo             | 10 km distancia media LW6/8 femenino  |
| Kyllikki Luhtapuro                                          | Esquí de fondo             | 5 km distancia corta B2 femenino      |
| Liisa Mäkelä                                                | Esquí de fondo             | 5 km distancia corta LW4 femenino     |
| Jouko Grip                                                  | Esquí de fondo             | 10 km distancia corta LW6/8 masculino |
| Jouko Grip                                                  | Esquí de fondo             | 20 km distancia media LW6/8 masculino |
| Pertti Sankilampi                                           | Esquí de fondo             | 5 km distancia corta LW2 masculino    |
| Veikko Jantunen                                             | Esquí de fondo             | 5 km distancia corta LW4 masculino    |
| Samuli Kämi                                                 | Esquí de fondo             | 10 km distancia media LW2 masculino   |
| Jouko Grip Veikko Jantunen Kimmo Kettunen Heikki Miettinen  | Esquí de fondo             | 4 × 5 km LW2-9 masculino              |
| Plata                                                       |                            |                                       |
| Kyllikki Luhtapuro                                          | Esquí de fondo             | 10 km distancia media B2 femenino     |
| Liisa Mäkelä                                                | Esquí de fondo             | 10 km distancia media LW4 femenino    |
| Martti Juntunen                                             | Esquí de fondo             | 10 km distancia corta B1 masculino    |
| Martti Juntunen                                             | Esquí de fondo             | 10 km distancia media B1 masculino    |
| Samuli Kämi                                                 | Esquí de fondo             | 5 km distancia corta LW2 masculino    |
| Kimmo Kettunen                                              | Esquí de fondo             | 10 km distancia corta LW6/8 masculino |
| Pertti Sankilampi                                           | Esquí de fondo             | 10 km distancia media LW2 masculino   |
| Samuli Kämi Lauri Moilanen Pertti Sankilampi Erkki Seppänen | Esquí de fondo             | 4 × 5 km LW2-9 masculino              |
| Ismo Alanko Martti Juntunen Mauno Sulisalo Teuvo Talmia     | Esquí de fondo             | 4 × 10 km B1-2 masculino              |
| Bronce                                                      |                            |                                       |
| Tarja Hovinen                                               | Esquí de fondo             | 5 km distancia corta B2 femenino      |
| Ari Mustonen                                                | Esquí de fondo             | 5 km distancia corta LW2 masculino    |
| Mauno Sulisalo                                              | Esquí de fondo             | 10 km distancia media B1 masculino    |
| Tauno Seppänen                                              | Esquí de fondo             | 10 km distancia media LW2 masculino   |
| Veikko Jantunen                                             | Esquí de fondo             | 10 km distancia media LW4 masculino   |
| Heikki Miettinen                                            | Esquí de fondo             | 10 km distancia corta LW6/8 masculino |